# Замок рушниці
Замо́к — частина дульнозарядної рушниці (кулеврини, аркебузи, мушкета, фузеї), що відповідає за займання заряду.
Термін є застарілим і вживається щодо історичної зброї. Аналогічного призначення пристрій в сучасній стрілецькій зброї називається ударно-спусковим механізмом. В історичному контексті «замком» також може іменуватися затвор казеннозарядної зброї. Зокрема, саме так він позначається у всіх рекомендаціях до кулемета Максима. Іноді так позначають лише ті частини затвора, які безпосередньо забезпечують розбиття капсуля патрона для здійснення пострілу, і вони також належать до ударно-спускового механізму.

## Історія створення. Еволюція замка
Спочатку заряд запалювали вручну піднесеним до запалювального отвору розпеченим прутом. Такий спосіб мав суттєві недоліки: потрібно завжди тримати під рукою вогонь, мати для ґнота або прута вільну руку при стрільбі, а також те, що прут заважав прицілюванню. Часто розпечений прут або палаючий ґніт до запального отвору підносив помічник, в той час, як сам стрілець тільки наводив зброю, міцно утримуючи його двома руками.

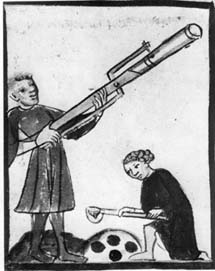
Зображення найбільш примітивного рушничного замка на середньовічній мініатюрі. 1411 рік.

Замком назвали механічний пристрій, який з'явився близько початку XV століття, що забезпечував автоматичне піднесення затиснутого в губах курка ґнота до запалювального пороху в момент пострілу. Мабуть, така назва виникла, по-перше — через аналогії з дверним замком як єдиним широко відомим в той час складним механічним пристроєм, а по-друге — через те, що замок як би «замикав» аж до моменту пострілу шлях, по якому вогонь «передавався» від ґнота всередину ствола зброї. Цікаво в цьому зв'язку, що подібний за призначенням спусковий пристрій на арбалеті іменувалося «горіхом» (англ. nut), а не «замком». Також цікаво, що в літературі зустрічається твердження, що замки до рушниць часто робили майстри-замочники, ті ж, які робили замки для дверей і скринь.

## Ґнотовий замок

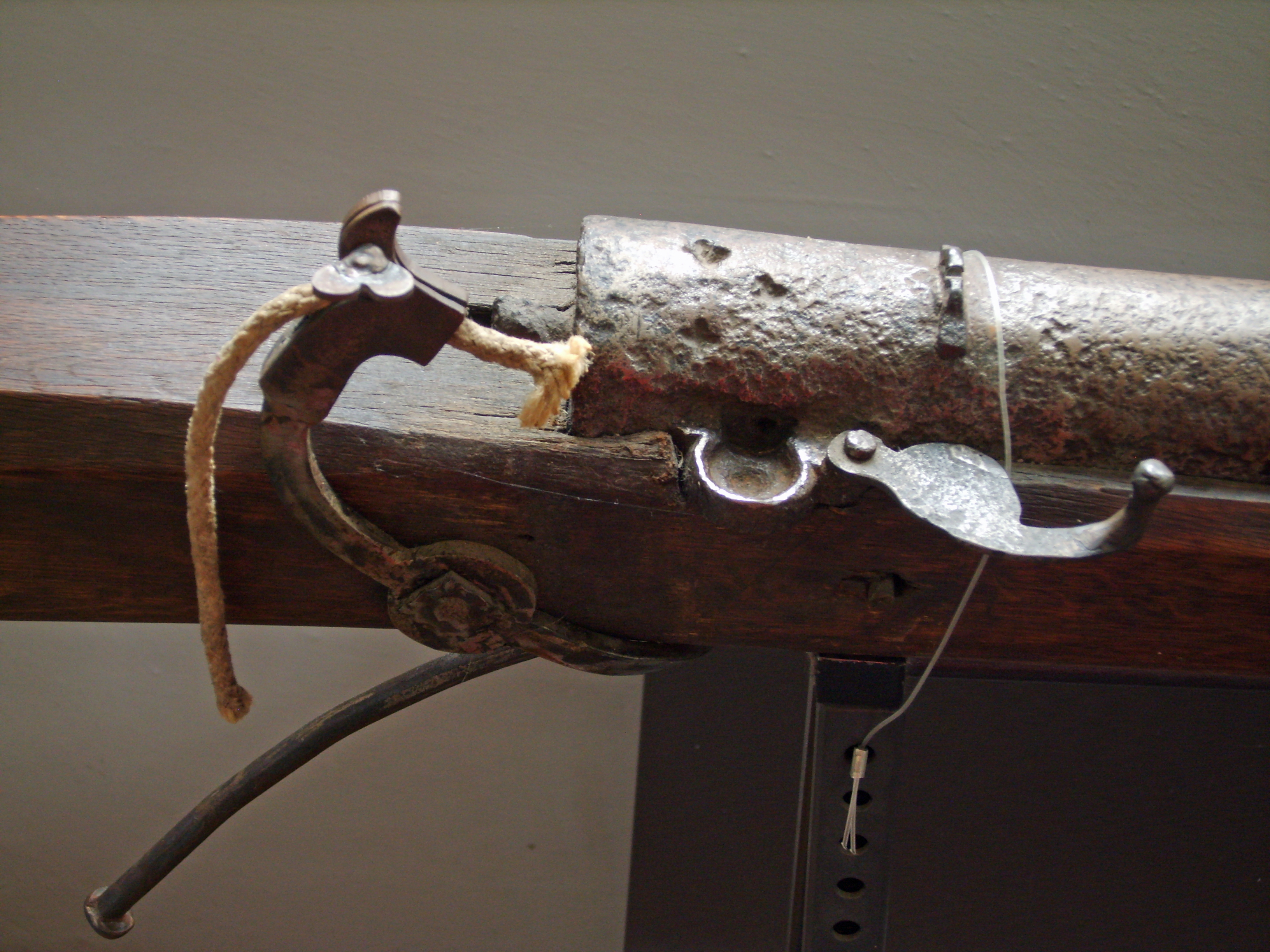
Примітивний ґнотовий замок з серпентином у вигляді єдиної деталі.

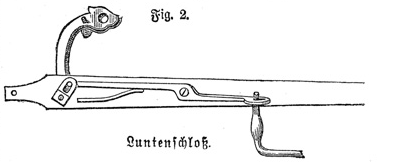
Ґнотовий замок з сережкою

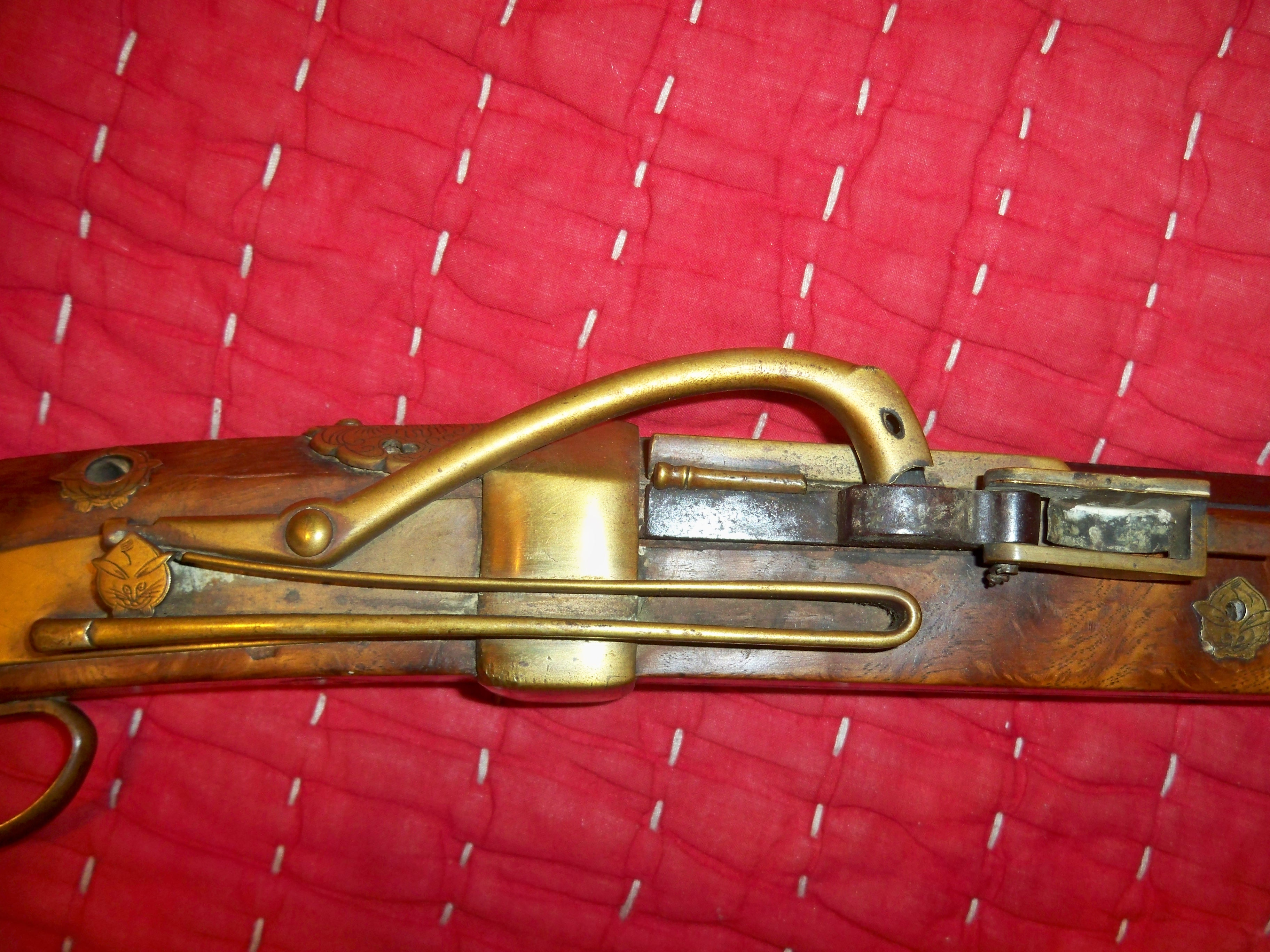
Пружинний ґнотовий замок.

З винаходом ґнотового замка поводження з рушницею стало простіше. Ґніт приводився в дію за допомогою важеля, що знаходиться на ложі, що звільняло обидві руки, дозволяючи більш міцно утримувати зброю і впевненіше цілитися. Запалювальний отвір було перенесено в сторону, під ним з'явилася полиця для запалу — ґніт тепер не закривав ціль. Одночасно удосконалилася форма ложі — вона з прямої стала злегка зігнутою, більш зручною для прицілювання. Тим часом, для постійної готовності до пострілу стрільцю як і раніше доводилося постійно роздувати ґніт, підтримуючи його тління. Вночі та в сутінках ґніт сильно демаскував стрільця. Іноді для зберігання в запаленому стані і маскування його ховали в спеціальний футляр з перфорованими, для доступу повітря, стінками. Прогорав ґніт досить швидко — за годину згорали приблизно 30 см його довжини. Під час заряджання його гасили або знімали зі зброї і кріпили де-небудь в стороні, наприклад — на широких полях характерного «мушкетерського» капелюха, щоб уникнути випадкового пострілу під час заштовхування кулі у ствол.
У самому примітивному варіанті ґнотового замка курок і спусковий важіль являли собою єдину S-подібну деталь — серпентин (змійовик). Стрілець для пострілу просто провертав серпентин навколо осі, натискаючи на його хвіст — спусковий важіль, при цьому затиснутий в губах з протилежного кінця серпентину ґніт притискався до полиці із запалювальним порохом.
Більш досконалий варіант ґнотового замка, поява якого відноситься приблизно до 1470-х років, уже мав спусковий важіль і курок у вигляді окремих деталей, з'єднаних за допомогою розташованої на осі курка сережки. Механізм був побудовано так, що за рахунок його передавального відношення при натисканні на спусковий важіль курок наближався до полиці дуже швидко.
Найбільш досконалі були відомі з кінця XV століття пружинні ґнотові замки, у яких курок наближався до полиці вже не силою рук стрільця, а силою попередньо зведеної пружини (іноді їх називали ударно-ґнотовими). Спусковий важіль або гачок при цьому просто замикав зведений курок. Це дозволило не тільки значно зменшити час між натисканням на спусковий важіль або гачок і пострілом, а й знизити зусилля спуску, тим самим підвищивши влучність стрільби, а також відкрило шлях до створення більш досконалих конструкцій замків. Пізніші ударні кремінні та капсульні замки по суті повторять пружинний ґнотовий за принципом дії, так як в них також курок з бойовою пружиною утримується в зведеному стані аж до натискання на спуск. З іншого боку, окремі риси, характерні для колісцевого замка (див. нижче), часто запозичувалися виробниками дешевших ґнотових замків. В результаті з'являлися ґнотові замки із запобіжником у вигляді важеля, кришкою полиці, що автоматично відкривається при спусканні курка, і іншими удосконаленнями. Вони, однак, не були широко поширені, так як, значно ускладнювали і здорожчували замок, лише несуттєво підвищуючи його зручність у використанні.

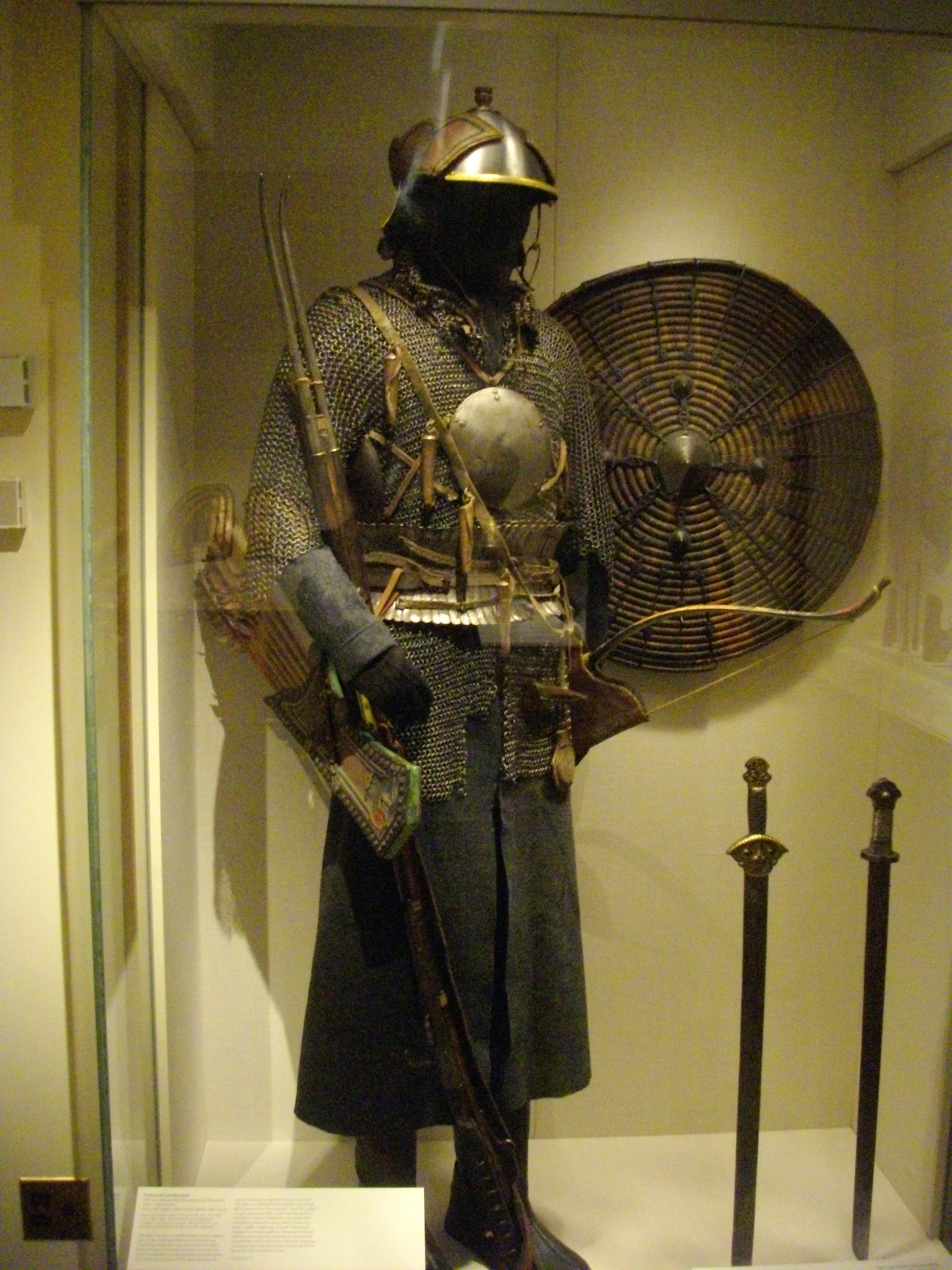
Спорядження тибетського воїна, включаючи характерний ґнотовий мушкет азійського типу. Добре видно «роги» — відкидні багнет-сошки. Такий комплекс озброєння проіснував в Тибеті аж до китайської окупації 50-х років XX століття.

Рушницю з ґнотовим замком перезаряджати приблизно півтори-дві хвилини. На практиці стріляли набагато рідше, дивлячись на обстановку на полі бою і не витрачаючи зарядів даремно, так як при такій швидкості стрільби шансу на другий постріл у ту ж саму ціль зазвичай вже не було. Наприклад, в битві при Кіссінгені (1636) за 8 годин бою стрільці зробили всього 7 залпів. Зате залпи їх часом вирішували результат всієї битви: при попаданні куля з важкого мушкета вбивала латника з 200 метрів, навіть на 500—600 м зберігаючи достатню убивчу силу для завдання поранень, при тодішньому рівні медицини, такі поранення часто ставали смертельними. Зрозуміло, на такій відстані попадання по окремих цілях, тим більше — рухомих, з примітивного гладкоствольного мушкета, позбавленого прицільних пристосувань, були неможливі; саме тому мушкетери і вели вогонь залпами. Іншими причинами цього були бажання завдати максимальної шкоди за дуже короткий час, швидкорухомій груповій цілі (загону кавалерії), коли вона знаходиться в секторі обстрілу, а також, не в останню чергу, сильний психологічний вплив організованої залпової стрільби на противника.
Для порівняння, один лучник за дві хвилини прицільно випускав до десяти стріл. Перевершував досвідчений лучник мушкетера і в точності стрільби: в ідеальних умовах з 20 випущених стріл на 100 ярдів (91 м) в ціль потрапляло 16, мушкет же в тих же умовах мав лише 12 влучень з 20. Тим часом, під час обстрілу з луків вважалося дуже хорошим результатом, якщо хоча б одна із сотні випущених стріл вражала ціль, захищену пластинчастою бронею, тому що пробити лати стріла могла тільки потрапивши в них під певним кутом, бажано — в найбільш м'яку область пластини з дефектом термічної обробки (латна сталь була дуже гетерогенна за змістом вуглецю і загартована «плямами») або в їх стик, ймовірність чого була невелика. Важка мушкетна куля майже не давала рикошетів, до того ж вона не застрявали в щитах, від неї не можна було захиститися вільно висячими полотнищами тканини, в яких застрягали стріли. Арбалет теж зазвичай поступався мушкету за пробивною силою, причому важкі облогові арбалети з механічним зводом не перевищували його і в швидкострільності.
І лук, і арбалет вже на сотню метрів вели вогонь по навісній траєкторії, в той час як мушкет з його порівняно високою початковою швидкістю кулі дозволяв стріляти прямою наводкою, що полегшувало взяття поправок і істотно підвищувало ймовірність ураження залпом групової цілі в постійно мінливих умовах бою. Лучники і арбалетники могли показувати дивну влучність на змаганнях, ведучи вогонь по мішені, що знаходилася на заздалегідь відомій відстані, але при стрільбі по рухомій цілі навіть найдосвідченіші з них відчували труднощі через низьку швидкість польоту стріл і болтів. Це ж ускладнювало точну стрільбу в вітряну погоду (заради справедливості, варто зауважити, що і заряджати мушкет при сильному вітрі було не дуже зручно, а навісна стрільба з луків та арбалетів була іноді корисна для ураження цілі, що знаходиться за складкою рельєфу або іншою перешкодою). Крім того, стрілець із мушкета витрачав набагато менше сил під час бою, ніж лучник або арбалетник.
Втім, вже на початку XVII століття існували стрільці-віртуози, які вміли робити по кілька неприцільних пострілів в хвилину. Однак в бою така стрілянина на швидкість була зазвичай недоцільна, і навіть небезпечна з огляду на велику кількість і складності прийомів заряджання мушкета. Наприклад, іноді стрілець в поспіху забував витягнути зі ствола шомпол, в результаті чого той відлітав убік ворожих бойових порядків, а невдалий мушкетер залишався без боєпостачання.

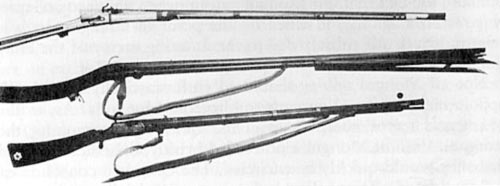
Китайські ґнотові мушкети з замками східного типу.

Незважаючи на всі свої очевидні недоліки, ґнотовий замок виявився надзвичайно живучим. Головними його перевагами були простота конструкції і експлуатації — не потрібні були ні точно оброблені кремені, ні капсулі, тільки порох та вимочений в селітрі ґніт. Унаслідок конструктивної простоти він був ще й дуже довговічний. У Європі він використовувався у військових цілях до кінця XVII — початку XVIII століття, а після цього — ще дуже довго для мисливської зброї в глухих місцях, де ґнотова рушниця, роботи місцевого коваля, була набагато доступніша, ніж новинки від міських збройових майстрів. У південно-східній Азії, Персії, Китаї, Індії, Тибеті і прилеглих областях ґнотовий замок характерного типу, що відрізнявся від європейського, використовувався у військових цілях аж до XIX століття, а то і в середині XX. Він був в цілому аналогічний європейському ґнотовому замку з сережкою, але спуск здійснюється не важелем або спусковим гачком, а шровом — особливою дужкою, яка була продовженням заднього кінця двоплечового спускового важеля і розташовувалася в нижній частині приклада. На неї зазвичай натискали не вказівним пальцем, а середнім, безіменним і мізинцем, стискаючи долоню. Механізм був повністю втоплений в дерев'яну ложу, назовні стирчав тільки курок, причому останній при пострілі рухався вперед, а не назад, як у більшості європейських замків. На Русі виробляли і ґнотові замки азійського типу, і подібні європейським. В Японії ж аж до реставрації Мейдзі використовувалися ґнотові замки (танеґасіма), засновані на європейських (португальських) зразках XVI століття. В останньому випадку ґнотові замки поступилися місцем безпосередньо зброї сучасного типу під унітарні патрони, минаючи етапи іскрового і капсульного запалення.
Цікавою є відзначена дослідниками залежність між кліматом місцевості і типом замка до вогнепальної зброї, який традиційно використовується. Так, в країнах з відносно теплим і порівняно сухим кліматом — Індії, Ірані, Китаї, Монголії, Тибеті, і так далі — ґнотові замки протрималися дуже довго, до XIX — початку XX століття. А наприклад, на півночі Сибіру вже до середини XVII століття основним типом замка став кремінний, бо пересування першопрохідців по річках, вогкість, тумани і дощі робили ґнотовий замок малопридатним як для бою, так і для полювання.

## Іскрові замки
Яким би не був зручний ґнотовий замок у порівнянні з ручним запалюванням запалювального пороху, він все ж викликав суттєві нарікання, головним чином через необхідність при стрільбі постійно підтримувати відкритий вогонь. Логічним рішенням було не зберігати вогонь, а кожен раз добувати його безпосередньо при пострілі. При тодішньому рівні науки і техніки, єдиним практично придатним способом для цього було використання снопа іскор, які утворюються при подрібненні пірофору, за аналогією з процесом, що використовується в звичайному ручному кресалі.

### Тертковий замок
У XV столітті з'явився найпримітивніший варіант іскрового замка, який по суті був переробкою для установки на вогнепальну зброю звичайного кресала. Він складався з підпружиненого курка з затиснутим в нього кремнем і тертки, або кресала, яка представляла собою смужку загартованої сталі, що має на своїй поверхні дуже дрібну насічку, приблизно як у напилка. Насічка призначалася для виколювання (вирізання) з кременю дуже дрібних стружок, і, так як при різанні кременю розвиваються значні локальні температури (900—1100 °С), то розігріті найдрібніші стружки негайно спалахують. До певної міри цей процес схожий зі шліфуванням будь-якого сталевого предмета на точильному камені, де, як відомо, дрібні стружки заліза спалахують на повітрі, утворюючи сніп іскор.
Для пострілу тертку з силою відтягували назад, при цьому кремінь терся об її поверхню і давав сніп іскор, запалюючи порох на запалювальній полиці. Механізм був простим, але дуже незручним у використанні. Судячи з усього, він не мав широкого розповсюдження, хоча відомо кілька зразків німецьких пістолетів з тертковим замком. Вони були дуже примітивні і мали вигляд коротких стволів з розташованими збоку пружинним курком, який притискав шматок кременю або піриту до тертки, яку приводили в дію, смикаючи за кільце. Єдиною перевагою такого способу займання була відсутність необхідності підтримувати відкритий вогонь, внаслідок чого зброя була готова до пострілу в будь-який момент і могла зберігатися готовою до бою. Мабуть, це і зумовило специфіку застосування терткового замка саме в найперших пістолетах — зброї, яка призначена для самозахисту і нападу на найкоротшій дистанції, коли важлива кожна секунда: постріл з такого ствола виявлявся хорошою заміною, наприклад, удару кинджалом.

### Колісцевий замок

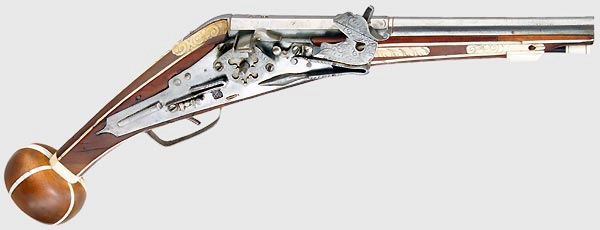
Пістолет-пуфер з колісцевим замком, Аугсбург, ~1580 рік.

Схема колісцевого замка

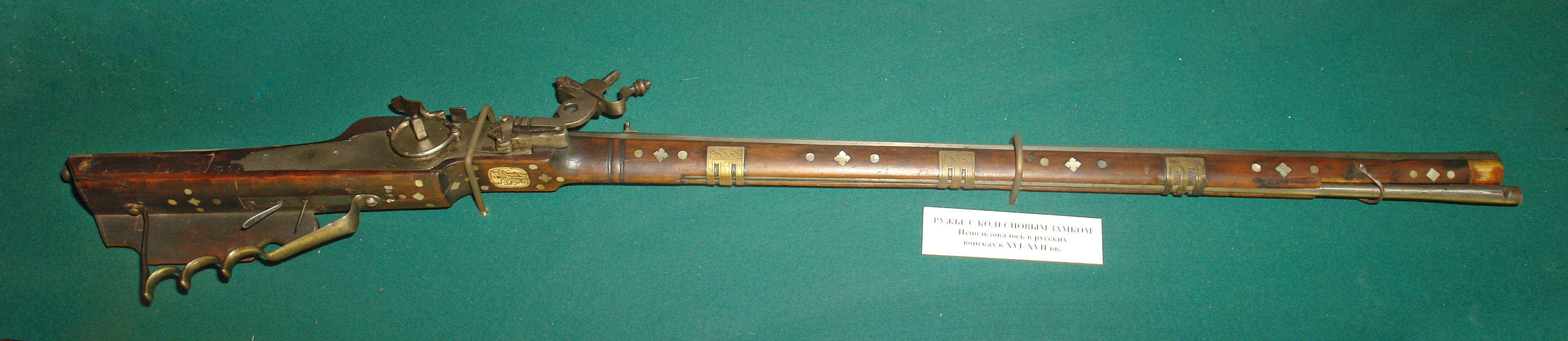
Рушниця з колісцевим замком (XVI—XVII ст), Центральний військово-морський музей, Санкт-Петербург

Наступним етапом став винахід колісцевого замка. Ще Леонардо да Вінчі в своїй праці Codex Atlanticus наприкінці XV століття привів схему пристрою-попередника колісцевого замка для пістолета. Іноді вказується, що це єдиний винахід великого італійця, що отримав визнання за його життя. Однак, судячи з усього, перший працездатний колісцевий замок було виготовлено близько 1500 року в німецькому Нюрнберзі майстрами, абсолютно не знайомими з роботами Леонардо. Конструкція, запропонована ним, була все ж простіша, розумніша і раціональніша, ніж справжні колісцеві замки які з'явилися згодом.
Зброя з колісцевими замками було дуже дорогою — приблизно вчетверо дорожче, ніж з ґнотовими, і порівняно ненадійною, через те, що механізм замка був чутливий до забруднення пороховим гаром і осколками кременю. Однак тепер зброю можна було довго зберігати в зарядженому стані і навіть стріляти під час невеликого дощу. Заряджалася зброя з таким замком ще довше, ніж з ґнотовим. Перед пострілом потрібно було не тільки опустити курок на колісце, але і завести колісну пружину спеціальним ключем. Пізніше стали робити замки, у яких колісце зводилося при зведенні курка, а кришка полиці відкривалася кулачковим механізмом під час пострілу, щоб вогонь можна було відкривати відразу, без додаткової операції по відкриванню полиці вручну. Іноді кришка полиці ще й закривалася пружиною при натисканні на спеціальну кнопку. На колісцевих замках вже могли зустрічатися справжні запобіжники у вигляді прапорця, який в одному з положень блокував шептало. Іноді його робота була пов'язана з кришкою полиці. В результаті вийшов вельми досконалий для свого часу, але виключно складний і дорогий у виробництві механізм. У таких дорогих зразках замість кременю зазвичай використовували пірит, який менше зношував колісце.
Колісцеві замки не набули масового поширення в піхоті і довго співіснували з ґнотовими замками. Зате вони набули широкого поширення в кавалерії, основною вогнепальною зброєю якої були пістолети. Саме для пістолетів колісцевий замок був тоді єдиним практичним типом замка (пістолети з ґнотовим замком теж вироблялися, але в Японії, причому як парадні). Це навіть відбилося на конструкції лат, а саме — максиміліанівські обладунки заради стрільби з пістолетів почали робити з рукавичками замість рукавиць. У пістолетах колісцевий замок продовжував використовуватися і в XVIII столітті. Також колісцевий замок широко і довго застосовувався в мисливській і цільовій зброї. Для мисливських рушниць і гвинтівок це можна пояснити в основному традицією і їх високою вартістю, а отже і престижністю — за всіма практично важливими показниками він вже наприкінці XVII століття поступався ударно-кременевим. У другому ж випадку стрільці в ціль побоювалися, що удар кременю по кресалу, що відбувається в ударно-кременевому замку, буде збивати наводку і знижувати точність стрільби. Цікаво, що колісцевий замок практично не відомий за межами Європи: в інших частинах світу використовували або більш прості ґнотові, або більш прості і практичні ударно-кременеві замки.

### Конструкція

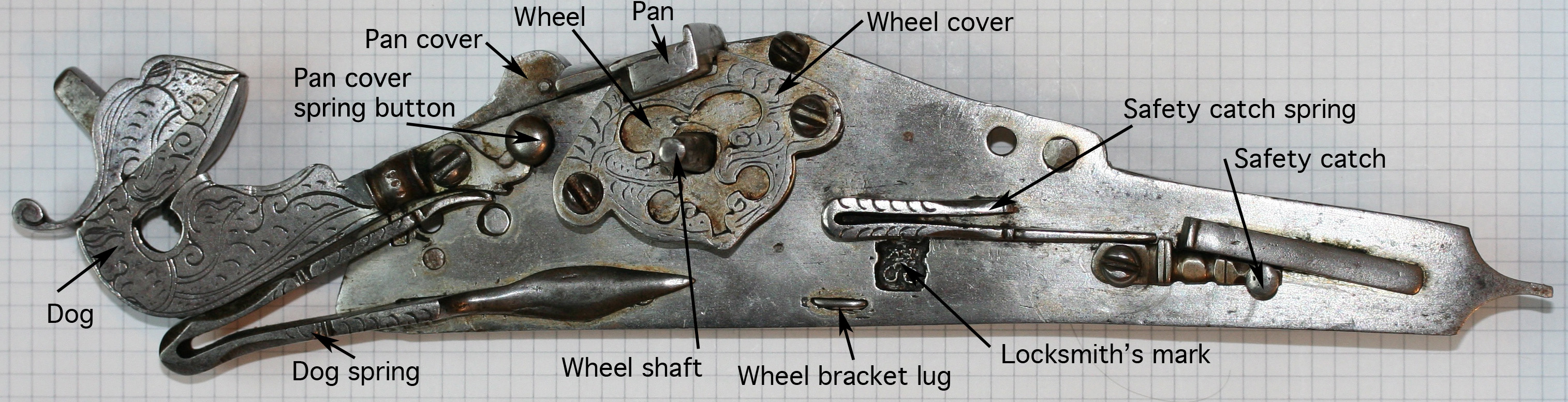

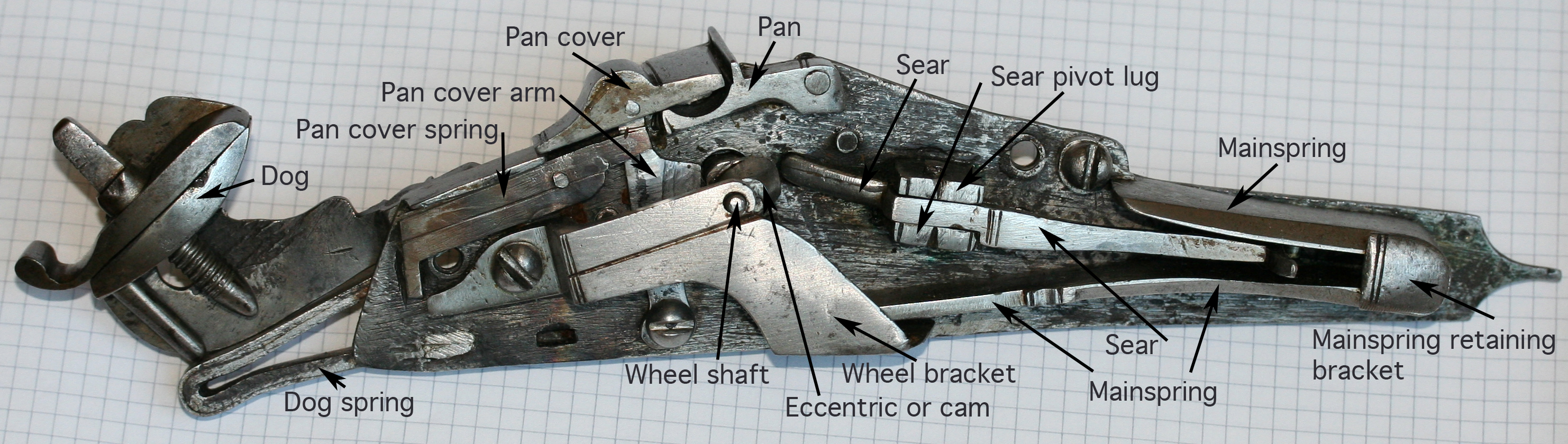

У колісцевому замку кресало зазнало конструктивних змін, перетворившись зі смужки металу в коліщатко з рисками по краю. Це дозволило поліпшити процес утворення іскор, зробити зброю більш надійною і компактною. Спусковий механізм відпускав пружину, яка за допомогою ланцюгової передачі обертала колісце, а воно в свою чергу кресало іскри з кременю і запалювало порох на затравочній полиці. Пізніше з'явилися і замки з колісцем, прихованим всередині механізму, більш елегантні і менш травмонебезпечні (об гострий край колісця легко було порізатися, тому його часто закривали кожухом).
У більш пізній час і по наші дні кільце з насіченим краєм, що приводиться в рух великим пальцем руки, можна найчастіше зустріти в конструкції звичайної бензинової або газової запальнички, в якій замість кременю використовується фероцерій або мішметал на основі церію. При характерному запалюванні можна легко спостерігати короткий і рясний сніп яскравих іскор пірофорного сплаву.

## Ударні замки

### Ударно-кременеві замки

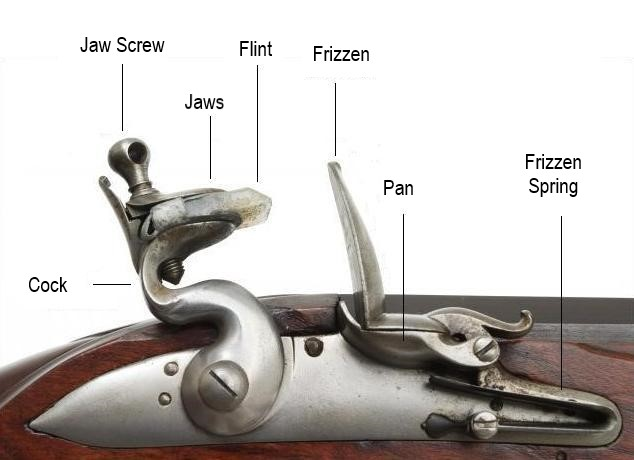
Класичний варіант батарейного кременевого замка.

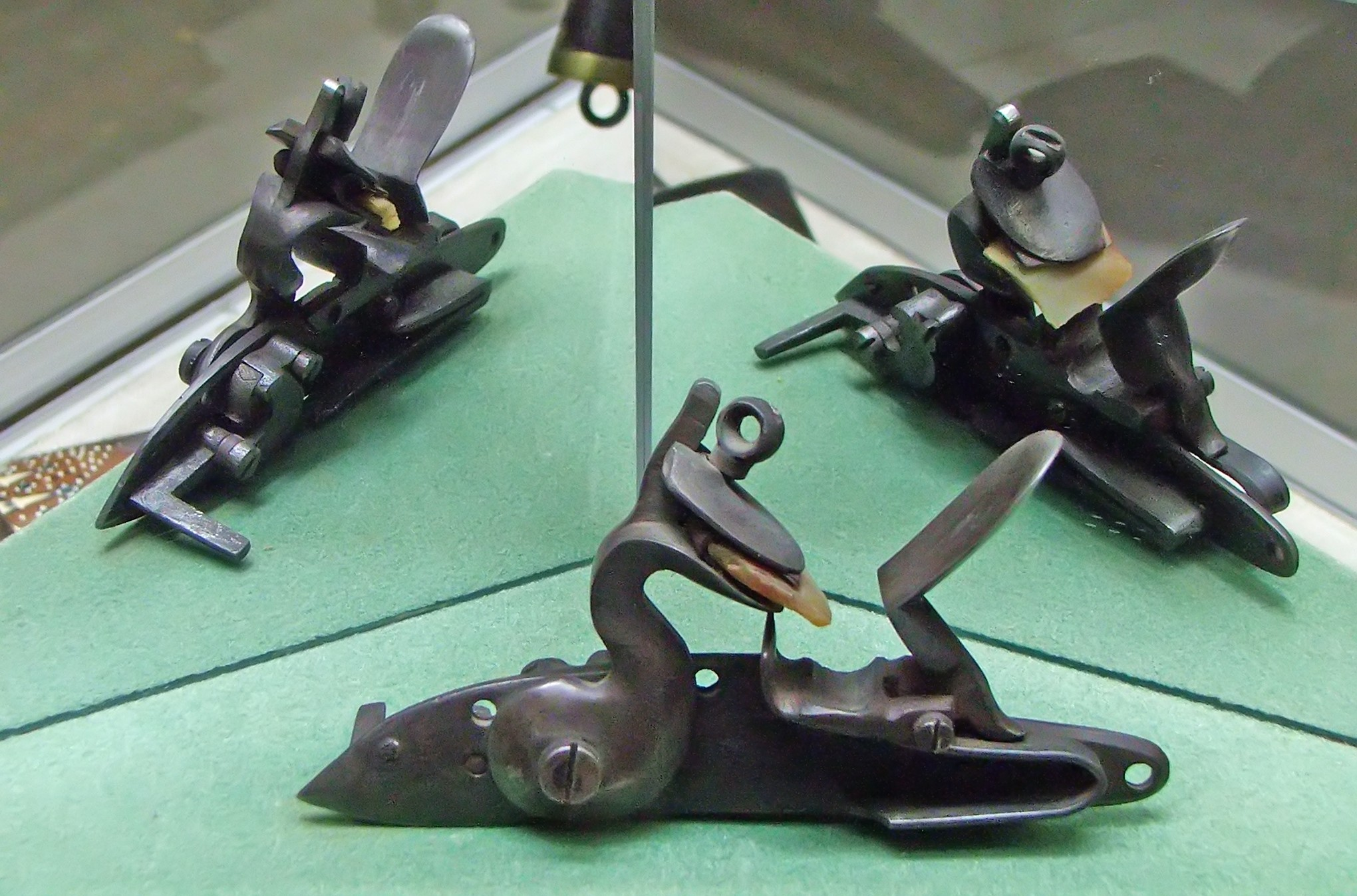
Кременевий замок з внутрішньою будовою

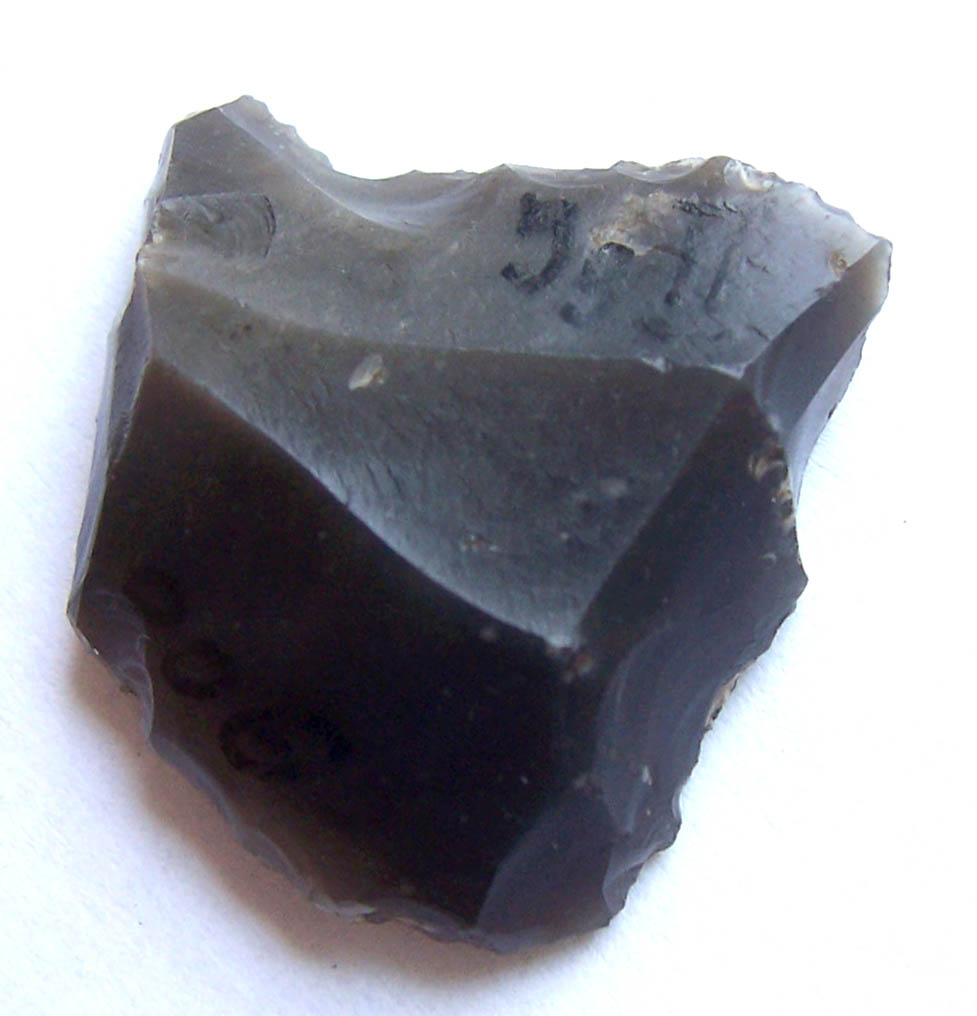
Кремінь для кременевого замка. XVII століття

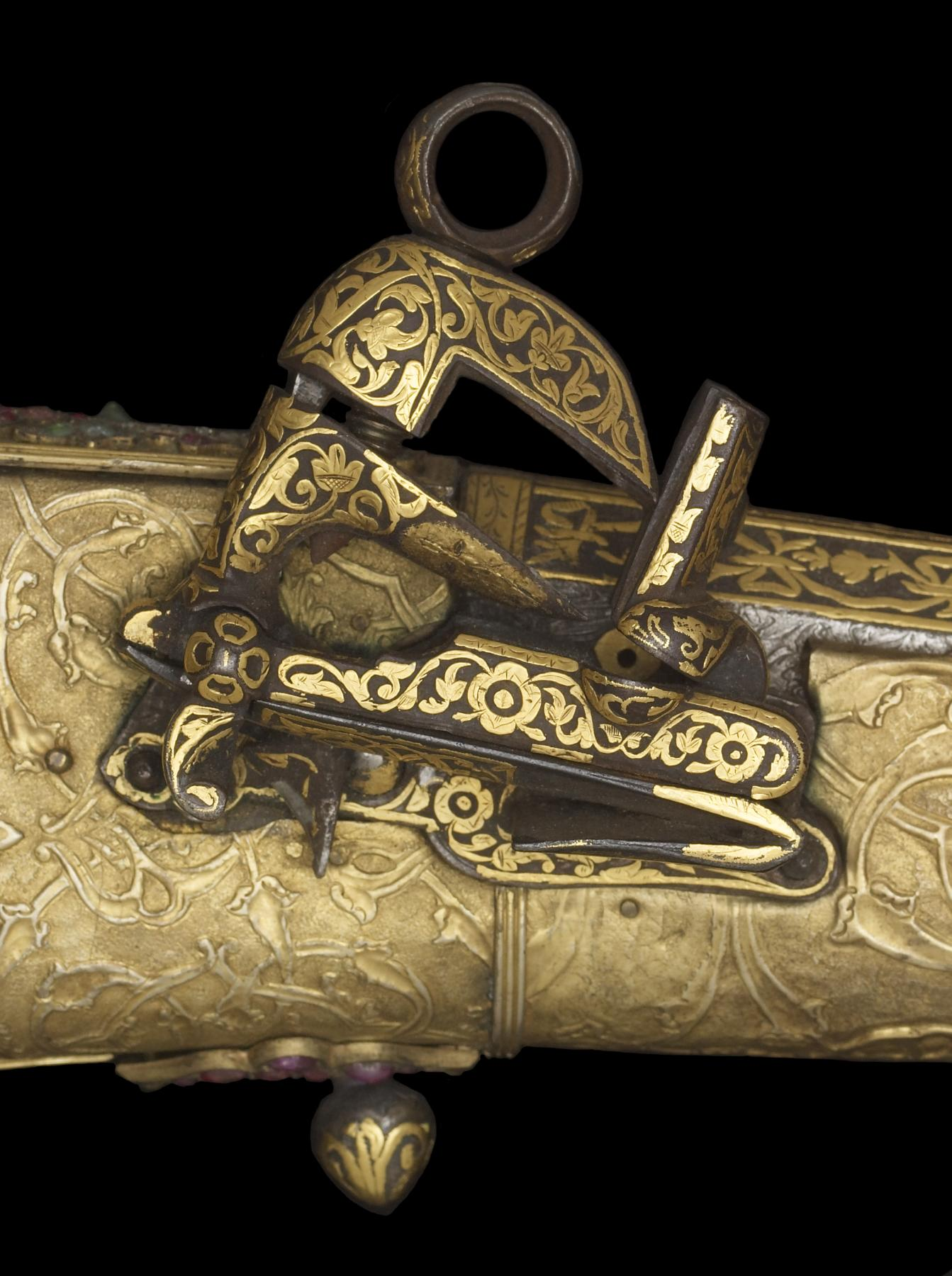
Турецький ударно-кременевий замок

Справжню революцію у військовій тактиці справили рушниці з ударно-кременевими замками. Прості, дешеві і досить надійні, вони використовували той же принцип висікання іскри з кременю, але не за рахунок обертання колісця, а за рахунок руху самого кременю, закріпленого в губах курка, і його удару по нерухомому кресалу.
Судячи з усього, такі замки походять з арабського світу, звідки в самому початку XVI століття вони потрапили в Іспанію і, незалежно, через Туреччину на Кавказ і Русь. Цей ранній варіант ударно-кременевого замка так і називається — іспано-мавританський або арабський. Згодом він був поліпшений зброярами різних країн, в результаті чого з'явилися ударно-кременеві замки англійський, голландський, шоцький (шведський), карельський, російський, італійський, нюрнберзький тощо. Відрізнялися вони в основному стилем обробки і деталями конструкції — внутрішнє або зовнішнє розташування пружин, будова курка і спускового механізму, форма полиці і конструкція її кришечки, і так далі. Нарешті, французами було створено найбільш досконалий різновид — батарейний замок, у якого кресало і кришка полиці становили єдину деталь, так, що полиця при пострілі відкривалася автоматично. Він без особливих змін проіснував з початку XVIII до другої половини XIX століття.
За рахунок полегшення процесу заряджання рушниці скорострільність збільшилася до 2-3 пострілів в хвилину. А прусська піхота XVIII століття могла робити близько 5 пострілів в хвилину за наказом і 7 пострілів при 6 заряджаннях одиночним бійцем. Це досягалося додатковими удосконаленнями замка і рушниці, введенням одностороннього шомпола і тривалим навчанням солдат.
У XVIII — першій чверті XIX століття рушниця з кременевим замком, багнетом і остаточно сформованим лінійним строєм піхоти вчинила справжній переворот у військовій справі. Ці нововведення вважалися в Європі найвищим досягненням військово-технічної думки, істотно поліпшити або замінити які навряд чи вдасться в найближчому майбутньому. Конструкція кременевого замка устоялася ще на самому початку 1700-х, після чого практично не змінювалася навіть у деталях; поліпшувалися лише способи масового виробництва, що дозволяли істотно підвищити надійність, спростити польовий ремонт завдяки взаємозамінності окремих частин, а також озброювали рушницями все більше і більше число солдатів. Швидкострільність була доведена за рахунок вишколу стрільців до практичного максимуму при заряджанні з дула, і в такому вигляді цілком задовольняла тодішнім вимогам піхотної тактики, що передбачає залповий вогонь по груповій цілі максимум з 200—300 кроків.

Періодом найвищого розквіту рушниці з кременевими замками стали роки наполеонівських воєн. Тим часом, вже в 1820-х роках його стали дуже швидко витісняти перші зразки капсульних систем, поява яких відзначила початок бурхливого прогресу в області стрілецької зброї, який охопив все XIX століття і привів до утвердження в ньому принципів і конструкцій, які використовуються в масових зразках до теперішнього часу. При цьому в глухих місцях, наприклад в Сибіру, мисливська зброя з кременевими замками місцевого кустарного виробництва була в широкому ходу ще в першій половині XX століття.

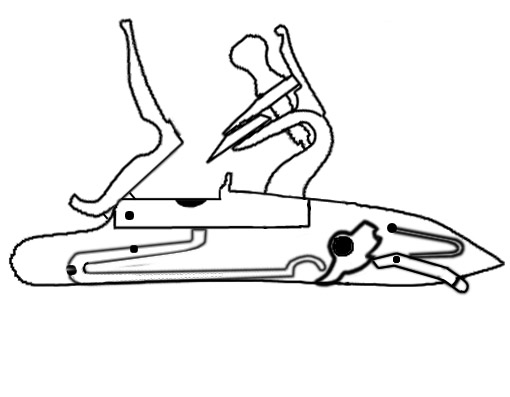
Кременевий замок: курок спущений, полиця відкрита.
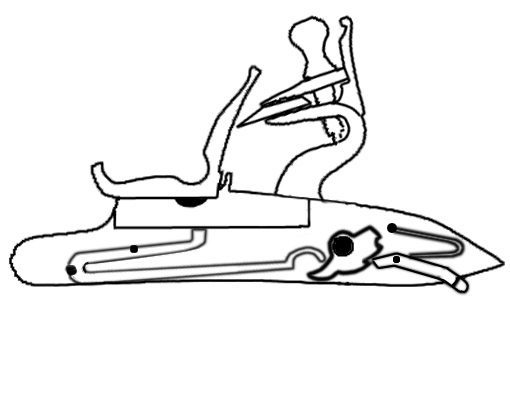
Курок на запобіжному зводі, полиця заряджена.
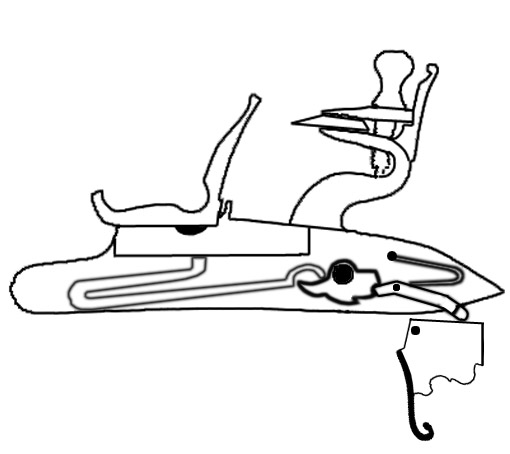
Курок на бойовому зводі. Замок готовий до пострілу.

### Капсульний замок

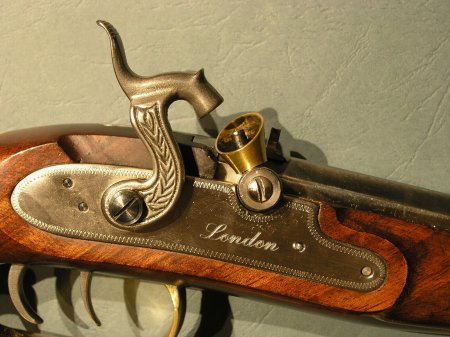
Капсульний замок

Капсульний замок з'явився на початку XIX століття, спочатку в мисливській зброї. Він використовував хімічну вибухову речовину на основі гримучої ртуті (фульминату ртуті), укладену в металевий ковпачок — капсуль, або «пістон». Курок бив по капсулі, надягнутому на порожнистий запалювальний стрижень — бранд-трубку, порожнина якого була з'єднана з каналом ствола. Такий замок був простий, дешевий, дуже надійний. Конструкція його механізму по суті повністю повторювала давно освоєний у виробництві ударно-кременевий, що значно спрощувало перехід. До 1840-х років він витіснив кременевий в арміях практично всіх розвинених країн.
Капсульний замок з метою економії використовувався і на більшій частині ранніх масових казнозарядних гвинтівок, таких, як гвинтівка системи Шарпс часів Громадянської війни в США або прийнята в Росії гвинтівка Террі-Нормана. Для казнозарядних системи необхідність перед кожним пострілом надягати на запалювальний стрижень капсуль була явним анахронізмом. У США іноді використовувалося так зване пристосування Майнарді, в якому замість капсулів використовувалася паперова стрічка з коржиками капсульної суміші, яку протягував спеціальний механізм при зведенні курка, так, що кожен раз новий коржик опинявся навпроти запалювального отвору. Згодом багато казнозарядних капсульних рушниць були перероблені для стрільби унітарними патронами, але при цьому часто зберігали замок із зовнішнім курком, який у дещо переробленому вигляді використовувався як ударно-спусковий механізм для розбиття капсуля, закріпленого в денці набою — гарним прикладом чого може послужити російська гвинтівка Крнка, замок якої був аналогічний замку піхотної рушниці зразка 1845 року.
У той час, як у військових гвинтівках зовнішні курки на осях дуже швидко виявилися витіснені більш простими курками прямого ходу, як у гвинтівок системи Бердана № 1 і 2, на мисливській зброї будова спускового механізму, по суті аналогічна капсульному замку, зберігалася ще дуже довго, іноді зустрічається і в наш час (підкладний замок, сайдлок).

## Інші конструкції
Поряд з описаними вище, використовувалися й інші способи запалювання порохового заряду, проте з ряду причин вони не набули широкого поширення.
Крім капсулів у вигляді ковпачків, використовувалися також такі, що вставляються всередину запалювального отвору капсульної трубки (набули поширення тільки в артилерії) або коржі ударної суміші, розміщені між двома аркушиками паперу (набули широкого поширення тільки в рамках пристрою Майнарді, про те не відрізнялися надійністю).
У другій половині XIX століття для запалювання пороху намагалися пристосувати електрику. У Чехії в 1880-х роках навіть випускалися комерційні рушниці з електричним запалюванням, які мали електрохімічну батарею всередині приклада. Вони були цілком працездатні, але досить важкі, крім того обслуговування наливних батарей було незручним. В іншому варіанті, батарея повинна була носитися на поясі стрільця, а до рушниці струм подавався через спеціальну металеву сітку, прокладену під одягом, що було також незручно. В даний час більшість проблем даної технології вже подолано, і існують серійні моделі як звичайних (патронних), так і дульнозарядних рушниць і гвинтівок з електричним запалюванням порохового заряду (або електричною детонацією капсуля, який запалює пороховий заряд).